# Байкал (Болгарія)
Байка́л (болг. Байкал) — село в Плевенській області Болгарії. Входить до складу общини Долішня Митрополія.

## Населення
За даними перепису населення 2011 року у селі проживали 492 особи.
Національний склад населення села:
| Національність   | Кількість осіб | Відсоток |
| ---------------- | -------------- | -------- |
| болгари          | 424            | 96,4%    |
| цигани           | 7              | 1,6%     |
| турки            | 4              | 0,9%     |
| інша             | 0              | 0%       |
| не визначились   | 5              | 1,1%     |
| Всього відповіли | 440            |          |

Розподіл населення за віком у 2011 році:
Динаміка населення: